# Edgar von Uechtritz-Steinkirch

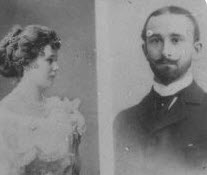
Edgar v. Uechtritz-Steinkirch und seine Frau Viola, 1896

Edgar von Uechtritz-Steinkirch (* 5. April 1866 auf Burg Tzschocha; † 28. November 1938 in Gebhardsdorf) war ein deutscher Forschungsreisender und Gutsbesitzer.

## Herkunft
Uechtritz entstammte dem niederschlesischen Zweig des ursprünglich aus Meißen stammenden Uradelsgeschlechts mit gleichnamigem Stammhaus Uichteritz bei Weißenfels an der Saale.

## Leben
Uechtritz diente zunächst in der kaiserlichen Armee und nahm als Leutnant der Reserve seinen Abschied. 1889/90 bereiste er Brasilien und ab 1891 Deutsch-Südwestafrika. 1893 leitete er die Expedition des Auswärtigen Amts nach Adamaua an der unter anderem auch Siegfried Passarge teilnahm. Die Expedition, die das deutsche „Kamerun-Komitee“ der Deutschen Kolonialgesellschaft ausgerüstet hatte, nahm die Vermessung des Gebietes vor und ermöglichte so den späteren Abschluss mehrerer Verträge zur Sicherung der deutschen Schutzherrschaft über Nordkamerun als Teil der deutschen Kolonie gegenüber den Interessensphären der Franzosen.
Später war Uechtritz Farmbesitzer in Deutsch-Südwestafrika und lebte dann auf seinem Besitz in Gebhardsdorf in Niederschlesien, wo er 1938 verstarb.

## Familie
Uechtritz heiratete 1895 Viola Lytle (* 1874 in Delaware in Ohio in den Vereinigten Staaten; † 28. August 1912 in Columbus), die Tochter von James Robert Lytle. Das Paar hatte sich in Berlin kennengelernt, wo Viola ihr an der Ohio Wesleyan University begonnenes Studium der Musik weiterführte.